# 傅家庄
付家庄位于大连海滨风景区中部，海岸线长450米，两端为小丘所夹，中央腹地平坦开阔。沙滩平均宽度31.5米，沙质较粗。海水污染少，水质清澈，表层水温较低。

## 圖片

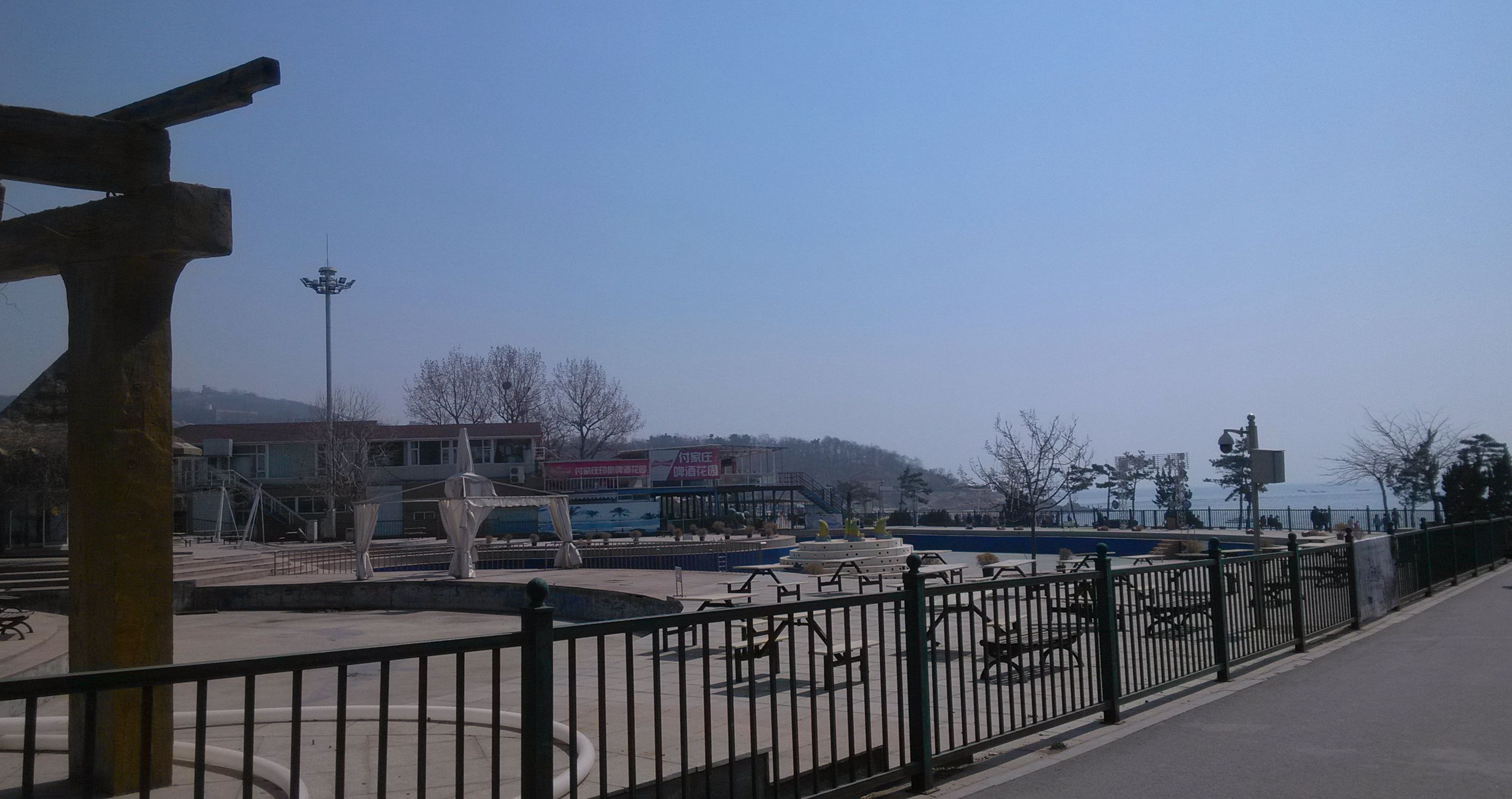
付家庄公园一角